# Лапперт, Майкл Франц
Лапперт, Майкл Франц (англ. Michael Franz Lappert, 31 декабря 1928, Брно — 28 марта 2014, Сассекс) — британский химик-неорганик. Проводил исследования в области металлоорганических комплексов, которые привели к более чем 800 публикациям.
Член Лондонского королевского общества (с 1979 года).

## Биография

### Ранние годы и образование
Майкл Лапперт родился в Брно, на территории тогдашней Чехословакии, 31 декабря 1928 года и был вторым сыном Юлиуса и Корнели Лапперт (урождённая Беран). Остальные члены семьи жили в Вене. Оба родителя окончили университеты. Детство Майкла включало уроки игры на фортепиано и скрипке, гимнастику, плавание и уроки иврита. На чешском в семье говорили, но к более поздним годам Майкл полностью забыл родной язык. В 1938 году родители отправили Майкла и его брата в Лондон. Их родители умерли в Освенциме. Два мальчика прибыли в Лондон в конце июня 1939 года и были размещены в пансионатах в школе Кэннок-Хаус в Эльтаме. В то время в Англии уже находились доктор Р. Херрманн (двоюродный брат Корнелли из Брно) и Луиза Гросс, дочь двоюродного брата Юлиуса. Школа Кэннок-Хаус была эвакуирована в 1939 году в Ширнесс, и мальчики стали жить в доме местной семьи. Вскоре город испытал первый налет вражеской авиации во время войны, и в начале 1940 года школа поспешно вернулась в Эльтам, братья остались единственными жильцами, а обучение проводилось всего двумя учителями. Затем представители Чешского трастового фонда беженцев, опекунов мальчиков, пришли к выводу, что образование этих детей было недостаточным, и мальчики поступили в гимназию Уилсона недалеко от Хоршама, а затем переехали в Камберуэлл, где в 1946 году Майкл получил аттестат высшей школы по химии, зоологии, чистой и прикладной математике.
Тетя Майкла Луиза Гросс была беженкой, приехала в Великобританию. В Великобритании она нашла собственную квартиру на севере Лондона, и именно там Майкл и его брат поселились, когда они закончили школу-интернат. Майкл был практически полностью освобождён от домашних обязанностей, благодаря чему он смог сосредоточиться на учёбе.
Майкл примерно год работал в продовольственно-аналитическом предприятии, одновременно посещая вечерние занятия в политехническом институте на Риджент-стрит, где сдал промежуточный экзамен по физике. Позже он поступил в Северный политехнический институт, ныне являющийся частью Лондонского университета Метрополитена, на курс бакалавриата и окончил его в 1949 году с отличием.

### Дальнейшая карьера
Новоназначенным главой химического направления в Северном политехническом институте стал Уильям Джеррард, под руководством которого Майкл начал свои исследования, завершив в 1951 году докторскую диссертацию, озаглавленную «Реакции трёххлористого бора со спиртами и эфирами». Эта работа вызвала значительный интерес у химиков того времени, так как она расширила органическую химию элементом, являющимся ближайшим соседом углерода в Периодической таблице.
Впоследствии он принял предложение о должности ассистента лектора в Северном политехническом институте. Майкл совместно с Джеррардом и 11 докторантами написал суммарно 47 работ.
В сотрудничестве с Л. Дж. Беллами и Л. А. Дункансоном Майкл написал статьи о первых подробных инфракрасных спектроскопических исследованиях борорганических соединений. 
Майкл Лапперт в 1959 году перешел на химический факультет Манчестерского колледжа наук и технологий (позже Институт науки и технологий Манчестерского университета, UMIST), три аспиранта присоединились к нему для защиты кандидатских диссертаций. Первоначально в колледже Майкла назначили читать лекции по неорганической химии, но вскоре его повысили до старшего преподавателя. Он сформировал свою собственную исследовательскую группу, получая независимое финансирование из различных источников, в то же время пользуясь возможностями кафедры; в 1964 году Майкл перешёл в новый университет Сассекса. В начале 1964 года Майкл принял приглашение профессора Колина Иборна, первого декана школы молекулярных наук в недавно основанном (1961) университете Сассекса, присоединиться к нему в качестве лектора по неорганической химии. Новая среда оказалась гораздо более благоприятной для его исследований. В 1969 году он получил звание профессора.
Когда Майкл попал в Сассекс, его товарищами по неорганической химии стали лекторы Алан Пидкок, Майкл Форд-Смит и Дэвид Смит. Харольд Крото (позже сэр Харольд, лауреат Нобелевской премии) также присоединился к Сассексу в качестве научного сотрудника.
Исследовательская деятельность Майкла в первые годы его пребывания в Сассексе по-прежнему в основном касалась химии бора. Он привлекал аспирантов и докторантов со всего мира, и за свою карьеру он опубликовал около 800 научных работ, охватывающих множество различных областей Периодической таблицы. 
Профессор Филип Пауэр, бывший студент и впоследствии крупный международный деятель в области неорганической химии, рассказал о методах работы исследовательской группы Лапперта (см. Power 2015), отметив, что " Практически вся синтетическая работа с участием чувствительных к воздуху и влаге соединений проводилась с использованием методов Шленка, у группы не было сушильного шкафа, что делает синтетические достижения еще более впечатляющими ".
В 1994 году в честь Майкла в Сассекском университете был проведен симпозиум и ужин под названием «40 лет исследований», на котором присутствовали многие из его бывших учеников. Учёный опубликует еще 250 статей после этого симпозиума.
Празднование в 2005 году 40-летия успешных публикаций журналом «Chemical Communications» Королевского химического общества стало свидетельством влияния исследовательской работы Лапперта. Редакция журнала обратила внимание на 40 самых цитируемых авторов и поздравила Майкла с тем, что он занял первое место в списке с не менее чем 5913 цитированиями.
В течение 20-летнего периода после своего официального выхода на пенсию в 1994 году Майкл продолжал писать, публиковать и рецензировать огромное количество исследовательских работ, он регулярно посещал еженедельные семинары по химии, пока не упал, играя в теннис на корте университетского городка Сассекса в обеденное время 28 марта 2014 г., получив травмы, от которых скончался. Примерно через год после его смерти бывшие коллеги и студенты со всего мира провели однодневное собрание Дальтонского отдела Королевского химического общества в его честь, которое состоялось 1 апреля 2015 года в Берлингтон-Хаусе, Лондон. В конце встречи вдове Майкла, Лорне, был вручен переплетенный том из его 30 самых важных работ под названием «Влияние Майкла Лапперта на химический ландшафт».

Друзья и коллеги из Университета Сассекса решили, что достойной данью Майклу будет установка деревянной скамейки на теннисном корте в Университете Сассекса, недалеко от его офиса. На ней следующая надпись: 
В память о Майкле Лапперте, товарище по футболу, всеми любимом коллеге, вдохновляющем ученом и неукротимом теннисисте.

50 продуктивных лет в Сассексе

## Научная деятельность

### Исследовательские достижения в UMIST
Исследования Майкла в UMIST проводились в общей сложности 12 аспирантами. Первая монография по неорганическим полимерам, в которой Майкл написал одну главу, которая появилась в 1962 году, была отредактирована в соавторстве с Дж. Джеффри Ли (профессор экологических наук в Университете Сассекса), который стал его другом на всю жизнь. Другими заметными достижениями Майкла этого периода были выделение первого трибориламина, триаминоборана; амино- и алкокси-борирование изоцианатов и изотиоцианатов и синтезы ряда соединений, содержащих серу и бор. Первый отход Майкла от химии бора, проиллюстрированный открытием ряда оловоорганических амидов и их использованием в качестве реагентов, стал важным шагом в его работе.

### Период 1964—1974
Майкл использовал галогениды бора для синтеза галогенидных комплексов двухвалентной платины. Были начаты калориметрические исследования комплексов этилацетата с галогенидами элементов 13-й группы и комплексов иридия (I), полученных дегидрохлорированием гидрохлоридов иридия (III) в 1965 году. Майклом было исследовано образование металлоорганическими диазоалканами гетероциклов путём присоединения к 1,2-диполям.
Очень важным событием в этот период было введение лигандов, содержащих группы -CHn(SiMe3)3-n, которые впоследствии стали широко использоваться другими исследователями.
Идея о том, что кинетические, а не термодинамические эффекты имеют решающее значение для стабилизации соединений непереходных металлов или металлоидов в условиях окружающей среды, привела к выделению первых двухкоординированных алкилов олова и свинца, [M {CH (SiMe3)2}2] (M = Sn или Pb), которые аналогичны карбенам. Впоследствии было показано, что хотя эти соединения дают неустойчивые димеры, аналогичные алкенам в твердом состоянии, в отличие от их углеродных аналогов они не плоские, а имеют пирамидализацию на гетероатоме. Это отличное от углерода поведение более тяжелых p-элементов главной подгруппы привело к ряду важных разработок в этой области. Исследования электронного спинового резонанса в растворе показали существование стойкого станнильного радикала Sn{CH(SiMe3)2}3.

Первый стабильный кристаллический карбен, синтезированный Ардуенго.

Существенным достижением Майкла стал прямой синтез из богатого электронами олефина (CH2PhN)2C=C(NPhCH2)2 платинового (II) комплекса карбена :C(NPhCH2)2. Структурно подобный NHC карбен, впервые описанный Ардуенго и соавторами, а теперь чрезвычайно известный, нашел широкое синтетическое и каталитическое применение. Группа Лапперта впоследствии использовала различные богатые электронами олефины в качестве прекурсоров для широкого спектра комплексов карбен-переходный металл, что было отражено во всестороннем обзоре.

### Период 1975—1986
Удивительная разносторонность исследовательской группы Лапперта иллюстрируется следующими отрывками из его опубликованных работ за этот период.
Большой обзор по свободным радикалам в металлорганической химии с участием П. Леднора оказал большое влияние, так же как и отчет о синтезе стабильных алкилов и амидов P (II) и As (II) и методе получения [M(η5-C5H4R1)2R2]- (M = Ti, Zr или Hf; R1 = H или SiMe3, R2 = X(SiMe3)) из реагента M(IV) и нафталида натрия.
Сотрудничество с коллегой из Сассекса Дж. Б. Педли в калориметрическом определении теплоты алкоголиза хлоридов, алкилов, амидов и алкоксидов титана, циркония и гафния привело к наблюдению, что энергии связей M-X (X = C, N или O) уменьшились в порядке Hf > Zr > Ti, и к важному выводу, что прочность связи уменьшается с увеличением атомного номера в элементе основной группы, но в переходных металлах имеет место обратное.
Среди обширных вкладов в химию карбен-металлов был синтез и исследование структуры цис- и транс-[Mo(CO)4(A)2] (A = карбен) комплексов и кинетическое исследование их взаимопревращения. Удивительно, но обработка [Nb(η5-C5H4Me)2(CH2SiMe3)Cl] амальгамой Na/Hg в ТГФ в атмосфере CO2 дала кристаллический комплекс NbIII-η2-CO2, диоксид углерода неожиданно вытеснил хлорид-ион.
Газохроматографические исследования Лапперта гомогенных каталитических реакций включали гидросилилирование (путем совместной конденсации атомов металла при −196 °C) изопрена с триэтоксисиланом ниже 0 °C, дающее количественные и регио- и стерео-селективные выходы (Z)-1-триэтоксисилил-2-метил-2-бутена. Этот период завершился двумя крупными обзорами. Первый, «σ-гидрокарбилы металлов, MRn: стехиометрия, структуры, стабильность и пути термического разложения», ввел термины «гомолептический и гетеролептический» в координационную и металлоорганическую химию. Вторая, озаглавленная ‘Мостиковые гидрокарбильные или углеводородные двуядерные комплексы переходных металлов: классификация, структуры и химия’, содержала всесторонний обзор темы, которая стала заметной после 1970 года.

### Период 1987—1996
Лаппертом была всесторонне рассмотрена роль карбеновых аналогов более тяжёлых элементов 14-й группы формулы MX2 (M = Ge, Sn или Pb; X = CHR2, NR2, OAr или SAr; R = SiMe3, Ar = C6H2(t-Bu)3−2,4,6), в химии переходных металлов. После открытия Денком и Уэстом первого газообразного силилена, стабильного при комнатной температуре, и определения его структуры методом дифракции электронов группа Лапперта подготовила кристаллический силилен, Si{N(CH2t-Bu)}2C6H4−1,2, и показала, что он прошел реакции окислительного присоединения.
Другие важные вехи в самых разных областях химии включали:
· идентификацию хелатирующего лиганда [η2-СН2=CHSi(Me)2]2O в качестве ключевого компонента промышленно важного катализатора гидросилилирования Шпейерса;
· низкотемпературное монокристаллическое рентгеновское и нейтронно-дифракционное исследование Me2Mg, которое выявило первый пример межмолекулярного слабого (агостического) взаимодействия γ-метил-металл;
· липофильные алкилы кальция и стронция, амиды и феноксиды, полученные непосредственно из соответствующего металла, в сотрудничестве с коллегой из Сассекса Джеффом Клоком.
Особенно интересными достижениями были давно востребованные примеры комплексов переходных металлов, содержащих двойную связь металл-фосфор [MCp2(=PAr)] (M = Mo или W; Ar = C6H2(t-Bu)3−2,4,6), которые были получены в кристаллической форме; в структуре соединения Mo короткое расстояние Mo-P и угол Mo-P-C около 116°, что согласуется с существованием стереохимически активной одиночной пары при фосфоре.

### Последний период, 1997—2014
Майкл Лапперт достиг обычного пенсионного возраста в 65 лет в конце 1993 года, но ему было предоставлено продление срока работы до 1997 года, чтобы он мог продолжать руководить аспирантами-исследователями до 2003 года и участвовать в исследованиях кафедры химии. Он продолжал изучать химию громоздких лигандов, которые могли бы стабилизировать комплексы металлов с необычными стереохимией и степенями окисления, и расширил химию менее распространенных металлов, особенно редкоземельных, и химию низких степеней окисления этих и многих других элементов.
Его работа, даже в отдельных публикациях, часто охватывала широкий круг тем, так что обобщение его исследований по конкретным темам является довольно сложной задачей. Две тесно связанные более ранние публикации 1994 года, обусловили 114 публикаций, что свидетельствует об их научной значимости. Каждая из них описывает простое получение двух высоко липофильных моноанионных лигандов, азааллила и β-дикетамината, и введение этих лигандов в химию ранних переходных металлов и элементов главных подгрупп. Он был одним из первых, кто понял, что лиганды β-дикетаминат (или NacNac), которые он использовал, были пригодны для поддержки широкого спектра координационных соединений, обеспечивая преимущество стерической защиты металлического центра и аналогичны широко используемому ацетилацетонатному лиганду. Дикетиминаты формально являются продуктами конденсации кетона и амина, и варьирование двух исходных веществ даёт широкий спектр похожих, но различных соединений с различными реакционными и стерическими свойствами. Такие β-дикетиминатные лиганды стали особенно популярными вспомогательными группами в различных областях металлоорганической и координационной химии, при этом значительный вклад внесло использование бис(триметилсилил)замещенного β-дикетимината Лаппертом. Сам Майкл продолжал активно работать в этой области и вместе с Бурже-Мерлем и Северном опубликовал окончательный обзор на тему лигандов NacNac.
Майклу всегда была интересна химия карбенов и аналогичных двухвалентных производных элементов 14-й группы, а также олефинов, из которых они могут быть получены. Он опубликовал обзор своей работы в этой области в 2005 году.
Особое значение имеют реакции различных аналогов карбенов более тяжелых элементов с валентностью II 14-й группы с карбонильными группами и их введение в связи металл-азот и специфические P-P связи фосфорорганических соединений. Особенно интересным был доклад (в сотрудничестве с группами Коули, Рэнкина и Пауэра) о спонтанном образовании стабильных пниктинильных радикалов из дипниктинов, а также подробное изучение твердотельных и газофазных структур и теоретическое исследование причины стерической стабилизации.

## Личная жизнь
Лорна, будущая жена Майкла, родилась в Уоркингтоне, Камбрия, где она преподавала, после окончания Манчестерского университета в 1961 году. Позже она жила в Вест-Дидсбери, Манчестер, в доме напротив того, в котором тогда жили Майкл и тётя. Эта близость привела к дружбе, которая завершилась их браком, в котором они разделяли глубокий интерес к путешествиям. Интерес Майкла к театру, кино, музыке и особенно к опере проявился после переезда в Лондон, когда он начал вести подробный письменный отчёт обо всём своём опыте в культуре и науке.

## Награды и почетные звания
- Первая медаль Королевского химического общества за химию элементов главных подгрупп (1970)[1]
- Медаль по металлоорганике (1978)[1]
- Награда Американского химического общества имени Фредерика Стэнли Киппинга по химии кремния (1976)[46]
- Мемориальная премия Альфреда Стока (2008)[47]
- Избран членом Королевского общества (1979)
- Президент Дальтонского отдела Королевского химического общества (1989—1991)
- С 2000 года был почетным профессором Университета Шаньси в Китае[1]
- В честь Лапперта назван заместитель -CH(SiMe3)2[48]